# Hamilton Green

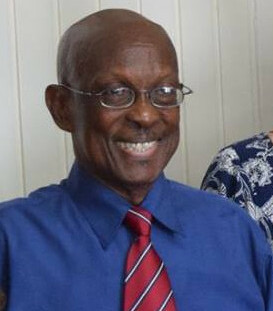
Hamilton Green

Hamilton Belal Green (* 9. November 1934 in Georgetown, Britisch-Guayana) ist ein guyanischer Politiker, der unter anderem zwischen 1985 und 1992 Erster Vizepräsident und Premierminister von Guyana war. Er war außerdem von 1994 bis 2016 Bürgermeister von Georgetown, der Hauptstadt Guyanas.

## Leben

### Minister, Vizepräsident und Erster Vizepremierminister

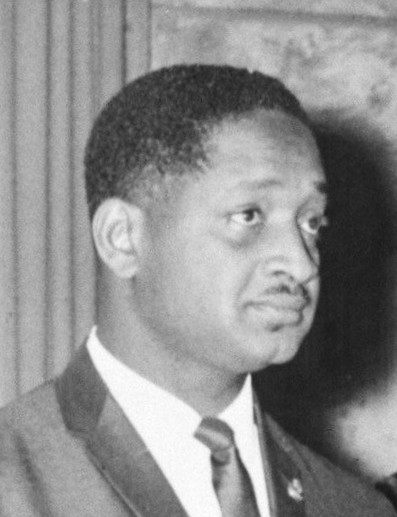
Premierminister von Guyana Forbes Burnham, in dessen Kabinett Green 1969 sein erstes Ministeramt übernahm.

Hamilton Belal Green, Sohn des Drogisten Wilfred Amelius Green und der Kosmetikerin Edith Ophelia Dorothy Green, absolvierte seine schulische Ausbildung am Saint Stanislaus College und am Queen’s College in Georgetown. Er begann seine politische Laufbahn im People’s National Congress (PNC) und war zwischen 1962 und 1974 deren Generalsekretär. 
Er wurde 1969 im Kabinett von Forbes Burnham Minister für Bauwesen und Hydraulik (Minister of works and hydraulics) und war danach zwischen 1972 und 1973 Minister für öffentliche Angelegenheiten (Minister of public affairs). Im Anschluss fungierte er von 1973 bis 1977 im Kabinett Burnham als Minister für Genossenschaften und nationale Mobilisierung (Minister of cooperatives and national mobilization) und daraufhin zwischen 1977 und 1980 als Minister für Arbeit, Gesundheit und Wohnungsbau (Minister of labour, health, and housing).
Nachdem Burnham am 6. Oktober 1980 als Nachfolger von Arthur Chung neuer Präsident von Guyana und Ptolemy Reid neuer Premierminister wurde, wurde Green 1980 Vizepräsident und Minister für öffentliche Wohlfahrt und Arbeit (Vice-president and Minister for public welfare and labour affairs) und bekleidete diese Ämter bis 1982. Anschließend war er zwischen 1982 und 1984 Vizepräsident und Landwirtschaftsminister (Vice-president and Minister for Agriculture).
Danach fungierte er unter Präsident Burnham im Kabinett von Premierminister Hugh Desmond Hoyte von 1984 bis 1985 als Erster Stellvertretender Premierminister und Minister für soziale Infrastruktur (First deputy prime minister and Minister of social infrastructure).

### Erster Vizepräsident, Premierminister und Bürgermeister von Georgetown

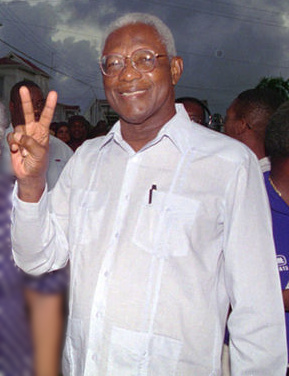
Als Nachfolger von Hugh Desmond Hoyte war Green zwischen 1985 und 1992 Premierminister.

Am 6. August 1985 löste Hamilton Green schließlich Hugh Desmond Hoyte, der selbst wiederum Burnhams Nachfolger als Präsident wurde, als Premierminister von Guyana ab und wurde zudem Erster Vizepräsident Guyanas. Er verlor diese Ämter am 9. Oktober 1992, als in Guyana die ersten freien und fairen Wahlen unter der direkten Aufsicht des früheren US-Präsidenten Jimmy Carter abgehalten wurden. Dabei wurde Cheddi Jagan von der People’s Progressive Party (PPP) zum Präsidenten gewählt, während Sam Hinds neuer Premierminister wurde. Green war der erste und bislang einzige muslimische Premierminister Guyanas.
Im März 1993 verklagte Green den People’s National Congress wegen Verletzung seiner verfassungsmäßigen Rechte, nachdem dieser ihn aus der Partei ausgeschlossen hatte. Anschließend gründete er seine eigene Partei, die For a Good and Green Guyana Party (GGG). 1994 wurde er Bürgermeister von Georgetown, der Hauptstadt Guyanas, und hatte dieses Amt bis zu seiner Ablösung durch Patricia Chase-Green 2016. Im Jahr 2003 war er einer der prominentesten Teilnehmer an dem von Sun Myung Moon gesponserten Summit of World Leaders. Er ist Mitglied des Präsidiums von Moons Vereinigungskirche, der The Holy Spirit Association for the Unification of World Christianity.
Hamilton Green war mit der 1982 verstorbenen Politikerin Shirley Field-Ridley verheiratet, die zeitweise Informationsministerin war.

## Veröffentlichung
- From pain to peace. Guyana, 1953–1964. A series of lectures delivered at the Cyril Potter College of Education between January and March 1986, 1987

## Hintergrundliteratur
- Personalities in the Caribbean, Band 4, S. 286, 1971
- Personalities Caribbean, Band 7, S. 186, 1983
- T. Anson Sancho: The Green way. A biography of Hamilton Green, 1996